# Reynolds (apelido)
Reynolds é um apelido de língua inglesa, patronímico que significa "filho de Reynold", onde o nome dado pelo pai, "Reynold", ou "Reginald", era um nome germânico que significa "governante poderoso" possivelmente derivado de uma modificação do antigo nome Francês Reinold. A introdução do "s" para o primeiro nome do pai faz Reynolds um patronímico simples caso genitivo. O nome Reynold é composto pelos elementos Rey que significa "rei", derivado do Rex Latina, Regis e Wald do antigo Inglês que significa, "ser forte", "ser poderoso". Detentores desses nomes chegaram à Inglaterra com a conquista normanda de 1066, e as primeiras crónicas inglesas indicam uma origem normanda do nome. Investigadores, através de pesquisas realizadas em registos manuscritos, registos fiscais, registos de baptismo, genealogias familiares e registos paroquiais locais e da Igreja, referem que o primeiro registo do nome Reynolds foi encontrado em Somerset na Inglaterra.

## Reynolds Portugueses
Naturais de Maidstone, concelho de Kent, sudoeste da Inglaterra, o primeiro Reynolds que se relaciona com Portugal, Johnson Thomas William Reynolds, nascido em 1786, era um oficial naval, mas retirado, estabelecido mais tarde, em Chatam, também no Condado de Kent, como importador de frutas, vinho, rolhas de cortiça e cortiça virgem de Portugal e Espanha, até que, devido a uma doença hepática, a conselho de um médico, Reynolds começa uma viagem por mar que o  leva até ao Porto, onde viu uma boa oportunidade para expandir o seu negócio. Com ele vieram os seus filhos, Thomas, William e Robert Hunter Reynolds, nascidos respectivamente em 1811 e 1820. A sua filha já nasceu em Port Elizabeth, em 1828.
Portugal revelou-se uma excelente oportunidade para estes Reynolds. O seu filho, Robert, foi a para o Alentejo impulsionado pela cortiça, onde começou a sua compra ainda na árvore, pagando por vezes  antecipadamente por vários anos, com risco, mas com lucros consideráveis. Nesta sequência estabeleceu-se na região onde instalou várias propriedades na zona de Estremoz, acompanhado de um sobrinho, filho de Thomas, nascido em 1842, chamado William Reynolds.

## Páginas de internet
- http://reynolds.com.es/Los%20Rey-PMont.htm
- http://www.selectsurnames.com/reynolds.html
- http://www.houseofnames.com/reynolds-family-crest